# Nikolaus Fasolt
Nikolaus Fasolt (* 21. Juli 1921 in Berlin; † 29. August 2014 in Ruhpolding) war ein deutscher Unternehmer und von Januar bis September 1978 Präsident des Bundesverbands der Deutschen Industrie.
Fasolt wurde als Nachfolger des von der RAF ermordeten Hanns Martin Schleyer berufen. Nach sechs Monaten im Amt musste er wegen einer Steueraffäre zurücktreten.

## Leben
Nikolaus Fasolt war Sohn des aus Thüringen stammenden Rittmeisters Victor Fasolt (1891–1944) und Sofia Dmitrievna („Onya“) Nabokov (1899–1982), der aus der Ukraine stammenden Schwester des Komponisten Nicolas Nabokov und Cousine des Lolita-Autors Vladimir Nabokov. Fasolt wuchs in Berlin auf.
Nach dem Schulbesuch des Französischen Gymnasiums Berlin trat der 17-Jährige als Fahnenjunker in das Gebirgsjägerregiment 98 (Mittenwald) ein und war bis 1945 Soldat und Offizier. Im selben Jahr heiratete er Vera Althoff, geb. Wessel (* 19. April 1913 in Bonn, † 21. August 2010 in Rumgraben), die er in einem Lazarett in Adelholzen, in das er zur Behandlung einer Kriegsverletzung kam, kennengelernt hatte. Aus der Ehe gingen ein Sohn und eine Tochter hervor.
Von 1946 bis 1950 studierte Fasolt an der Universität Bonn Romanistik, Anglistik, Slavistik und Nationalökonomie und promovierte 1950 bei Professor Setschkareff mit einer literarischen Kritik der Werke Alexander Bloks. Er war der erste promovierte Slawist an der Universität Bonn.